# Абдель Хакім Амер
Абдель Хакім Амер (араб. عبد الحكيم عامر; 11 грудня 1919, Самалут, Мінья, Султанат Єгипет — 14 вересня 1967, Каїр, Об'єднана Арабська Республіка) — перший віце-президент, Військовий міністр Республіки Єгипет і Об'єднаної Арабської Республіки, особистий представник президента ОАР у Сирії, фельдмаршал, Герой Радянського Союзу (1964).

## Біографія
Народився 11 грудня 1919 року в селі Астал, Самалут, мухафаза Мінья в родині селищного голови Шейха Алі Амера. З юних років присвятив себе військовій службі, 1938 року вступив до Військової академії.
У період навчання в академії, а потім служби в Судані, Абдель Хакім Амер зблизився з трьома офіцерами: Гамалем Абдель Насером — майбутнім президентом Єгипту, Закарією Мохі ед-Діном — згодом прем'єр-міністром Єгипту і Анваром Садатом — наступним президентом Єгипту після Насера. У 1942—44 роках вони разом створили підпільну організацію «Вільні офіцери», метою якої стало вигнання британських колонізаторів і повалення єгипетської монархії. Брав участь у арабо-ізраїльській війні 1948—1949 років в одному підрозділі з Гамалем Абдель Насером.
23 липня 1952 року «Вільні офіцери», спираючись на армію, здійснили військовий заколот, відомий як Липнева революція. Абдель Хакім Амер відповідав за блокування Генерального штабу і успішно виконав завдання.
18 червня 1953 року Єгипет був проголошений республікою, посаду президента і головнокомандувача обійняв генерал-майор Мухаммед Наґіб. Генерал Нагіб ліквідував Регентську раду та оголосив про повалення королівської династії.
7 квітня 1954 року генерал-майор Абдель Хакім Амер став головнокомандувачем збройних сил Республіки Єгипет.
19 жовтня 1954 року була підписана Англо-єгипетська угода про виведення англійських військ з Єгипту (остаточно завершено 18 червня 1956 року), після чого Єгипет приступив до формування національних збройних сил, які очолив Амер. В середині листопада 1954 року Амер брав участь разом з міністром у справах президентства Хасаном Ібрагімом в арешті генерала Нагіба і його усуненні з посади президента Єгипту.
29 вересня 1956 року Амер обійняв посаду військового міністра і віце-президента.
Напередодні вторгнення до Синаю, 28 жовтня 1956 року ізраїльські військові вчинили замах, намагаючись знищити Абдель Хакім Амера. Літак, що мав доставити Амера з Дамаску до Каїра був збитий вночі над Середземним морем (Операція «Тарнеголь»). Амер, що залишився у справах в Сирії і повернувся іншим літаком, щасливо уникнув загрози.
Під час Суецької кризи 1956 року Абдель Хакім Амер очолював збройні сили Єгипту і несе разом з Гамалем Абделем Насером відповідальність за провальне керівництво обороною на Синаї та Суеці. У лютому 1958 року в результаті об'єднання Єгипту і Сирії була утворена Об'єднана Арабська Республіка (ОАР). Амер став особистим представником президента ОАР Насера в Сирії і з 1 лютого 1958 року військовим міністром Об'єднаної Арабської Республіки. 20 лютого 1958 року він отримав звання фельдмаршала.
Указом Президії Верховної Ради СРСР від 13 травня 1964 року перший віцепрезидент ОАР фельдмаршал Амер Абдель Хакім нагороджений званням Героя Радянського Союзу, орденом Леніна і медаллю «Золота Зірка» (№ 11225).
Як особистий друг президента Насера, фельдмаршал Амер обіймав, окрім посад першого віцепрезидента та міністра оборони, ще посади головнокомандувача, голови комісії з ядерної енергії, голови Вищої ради з економіки і голови футбольної федерації. Нагороджений багатьма єгипетськими орденами й медалями.
Визначна кар'єра Амера обірвалася після поразки від Ізраїлю в Шестиденній війні в червні 1967 року. Після падіння Абу-Агейли, Амер наказав усім підрозділам відступити з Синаю, що фактично привело до поразки Єгипту. Незабаром після закінчення Шестиденної війни він був змушений подати у відставку і звільнений з усіх посад.
У серпні того ж року Амер разом з понад 50 єгипетськими військовослужбовцями та двома колишніми міністрами був заарештований, як стверджується, за змову з метою повалення Насера. Його утримували під домашнім арештом на його віллі в Гізі.
Згідно з офіційною єгипетською версією, Амер 13 вересня 1967 р. скінчив життя самогубством, прийнявши отруту. Пізніше Радіо Каїру оголосило про поховання Амера в рідному селі Астал. 16 вересня 1967 року газета «Аль-Ахрам» повідомила: «Те, що сталося з Амером, не може закреслити його діяльність в ті роки, коли він був соратником, другом і братом Насера по боротьбі».
2012 року прокуратура за поданням родини Амера розпочала розслідування щодо його можливого вбивства.